# جوایز موسیقی ام‌تی‌وی اروپا ۲۰۱۴
ام‌تی‌وی ای‌ام‌ایز ۲۰۱۴ (همچنین به عنوان جوایز موسیقی ام‌تی‌وی اروپا نیز شناخته می‌شود) در ۹ نوامبر ۲۰۱۴ در The SSE Hydro، گلاسگو، اسکاتلند برگزار شد. این اولین بار از سال ۲۰۰۳ که جوایز در اسکاتلند برگزار می‌شد و پنجمین بار بود که پادشاهی انگلستان میزبان MTV EMA از زمان اجرای برنامه در بلفاست، ایرلند شمالی بود. این مراسم هر ساله داغ‌ترین کارهای موسیقی جهان را در شهری متفاوت به نمایش می‌گذارد. میزبان این مراسم نیکی میناژ بود.
آریانا گرانده «مشکل» و «خلاصی» را در این مراسم اجرا کرد. اجرای دیگری از آلیشیا کیز در آکادمی O2 گلاسگو ارائه شد. آزی آزبورن جایزه گلوبال آیکان را از اسلش دریافت کرد. وان دایرکشن و فایو سکندز آو سامر با سه پیروزی بزرگترین برندگان شب بودند و پس از آنها آریانا گرانده و کیتی پری قرار گرفتند.